# Unterlaichling
Unterlaichling ist ein Gemeindeteil des Marktes Schierling im Landkreis Regensburg (Oberpfalz, Bayern). Das Pfarrdorf Unterlaichling war bis 1972 Sitz der gleichnamigen Gemeinde.

## Geschichte
Die katholische Pfarrkirche Mariä Himmelfahrt  stammt im Kern aus der zweiten Hälfte des 15. Jahrhunderts. Die Ruralgemeinde Unterlaichling entstand mit dem bayerischen Gemeindeedikt von 1818 mit den Teilorten Unterlaichling, Kolbing und Oberlaichling. Am 1. Januar 1972 wurde Unterlaichling nach Schierling eingemeindet.

## Sehenswürdigkeiten
In der Liste der Baudenkmäler sind für Unterlaichling die Pfarrkirche Mariä Himmelfahrt und der ehemalige Pfarrhof aufgeführt. In Oberlaiching befindet sich eine Wegkapelle von 1806.